# پریاساکهی
پریاساکهی یا محبوب (به تامیلی: Priyasakhi) فیلمی هندی محصول سال ۲۰۰۵ و به کارگردانی کی. اس. آدیامان است. در این فیلم بازیگرانی همچون رانگاناتان مدهوان، سدها و رکا هریس ایفای نقش کرده‌اند.
این فیلم بازسازی فیلم ازدواج کردم گیر افتادم است.